# Steve Marriott
Stephen Peter Marriott (30. januar 1947 – 20. april 1991), kendt som Steve Marriott, var en engelsk musiker, sanger og sangskriver. Steve Marriott er primært kendt som frontfigur i Small Faces og Humble Pie, hvori han var guitarist og forsanger i perioden fra 1965-69 (Small Faces) og 1969-1975 samt 1980-1981 (Humble Pie).
I Storbritannien blev Marriott et ofte fotograferet ikon for mod-kulturen som følge af sin position som forsanger i Small Faces i den sidste halvdel af 1960'erne. Marriott var inspireret af amerikanske artister som Buddy Holly, Booker T. & the M.G.'s, Ray Charles, Otis Redding, Muddy Waters and Bobby Bland. Senere i karrieren blev Marriott desillusioneret med musikindustrien og vendte ryggen til de store pladeselskaber, og optrådte i stedet på mindre spillesteder og pubber i og omkring London.
Marriott døde den 20. april 1991 som følge af en brand, der formentlig var forårsaget af en cigaret. Han modtog posthumt i 1996 Ivor Novello Award for "Outstanding Contribution to British Music".